# Wolfardine von Minutoli
Wolfradine Auguste Luise von Minutoli, geb. Gräfin von der Schulenburg (auch Wolfardine oder Wolfhardine als Vorname belegt; * 1. Februar 1794; † 22. November 1868 in Berlin) war eine deutsche Schriftstellerin.
Sie war die Tochter von Adolph Friedrich Werner Graf von der Schulenburg (1759–1825) und Wolfardine von Kampen (1773–1794). Ihr erster Ehemann war Oberstleutnant Anton Jakob Carl von Watzdorf (gefallen 18. Juni 1815 bei Waterloo). Nach dessen Tod heiratete sie am 3. August 1820 in Triest den Altertumsforscher und preußischen Generalleutnant Heinrich Menu von Minutoli und begleitete ihn auf dessen Expedition nach Ägypten in den Jahren 1820 bis 1821. Sie wurde so eine der ersten westlichen Frauen, die Ägypten bereiste.
Über ihre Erlebnisse in Ägypten verfasste sie eine Reisebeschreibung, die 1826 auf Französisch und danach in deutscher und englischer Übersetzung erschien. Diese Reisebeschreibung, bei der die sozialen und politischen Verhältnisse in Ägypten durchaus im Vordergrund und die Altertümer eher im Hintergrund standen, wurde von der englischen Kritik mit freundlicher Herablassung aufgenommen. Immerhin gestand man aber zu, dass die Beschreibung des Harems des Agas von Damietta ein gewisses Interesse verdiene. Im Übrigen sei es „interessant zu beobachten, wie die Wunder Ägyptens auf den Verstand des Weibes wirken“.

## Schriften
- Mes souvenirs d’Égypte. Revue et publiées par Raoul-Rochette. 2 Bände. Nepveu, Paris 1826.
  - Englisch Recollections of Egypt by the Baroness Von Minutoli. London 1827 (Übersetzung Susette Harriet Lloyd; Digitalisat).
  - Deutsch Reise der Frau Generalin von Minutoli nach Egypten. Deutsch herausgegeben von Wilhelmine von Gersdorff. Lauffer, Leipzig 1829 (Digitalisat). 2. Auflage 1841.